# Monument Valley
Monument Valley (укр. Долина монументів) — інді-відеогра, головоломка для мобільних пристроїв, розроблена Ustwo Games. Видана для iOS 3 квітня 2014 року, для Android — 14 травня 2014, і для Windows Phone — 30 квітня 2015.
Особливістю гри є використання оптичних ілюзій та неможливих фігур, якими гравець повинен провести принцесу, щоб повернути на місце викрадені священні фігури.
У 2017 році було видано продовження під назвою Monument Valley 2.

## Ігровий процес

Приклад головоломки

Гравець повинен провести принцесу Іду низкою лабіринтів, складених з оптичних ілюзій та неможливих фігур. Принцеса рухається до вказаної на дисплеї точки, якщо шлях ніщо не блокує. Вона здатна ходити рівними та заокругленими поверхнями, сходами, і лазити драбинами, але не може перетинати будь-які бар'єри, провали чи переходити з грані на грань. Аби провести Іду до виходу, гравець повинен шукати правильний ракурс огляду, пересовувати блоки, запускати коловоротами приховані механізми або поміщати Іду на кнопки. Кілька разів Іді допомагає Тотем — вертикальний блок, який гравець переміщує горизонтальними поверхнями. Місцями шлях принцеси блокують люди-ворони, котрі ходять наперед визначеним маршрутом.
Лабіринти об'єднані в рівні за темою оформлення. Метою гри є знайти шлях до кінця кожного рівня, де Іда кладе на належне місце священну геометричну фігуру.

## Сюжет
Сюжет Monument Valley подається з коротких повідомлень на екрані та результатів дій гравця. Принцеса Іда опиняється в «Долині монументів», де повинна покласти на належні місця священні фігури. Пройшовши початкові лабіринти, вона зустрічає оповідача, котрий запитує навіщо принцеса повернулася. Іда зустрічає людей-ворон, про яких оповідач говорить, що вони, як і принцеса, прокляті за те, що викрали священні фігури. Відвідуючи різні лабіринти, принцеса повертає вкрадене. В одному з куточків «Долини монументів» їй допомагає Тотем, який слідує за Ідою, поки не зникає в морі. За якийсь час, коли принцеса досягає острова, Тотем знову приходить на допомогу. Коли Іда повертає фігури, вона спускається в підземелля, де зустрічає свого двійника в подобі білої ворони. Принцеса опиняється в глибинах, де лежать численні саркофаги, та кладе квітку на один з них. Наприкінці вона запалює три ліхтарі і її оточують люди-ворони. Згори спускається світло, що перетворює людей-ворон на різнокольорових птахів, а Іді дає корону. Таким чином вони отримують прощення за викрадення фігур. Одягнувши корону, принцеса перетворюється на білу птаху та злітає разом з іншими птахами.
В додатковому епізоді «Забуті береги» Іда відвідує десь перед фіналом місцевість, наповнену водоймами та водоспадами. Вона проходить лабіринти, в одному з яких на Тотема падає скеля і розбиває його. Згодом Іда вирощує посаджене в палаці дерево та опиняється в лабіринті серед льодів. Там вона з'єднує частини Тотема, що допомагає вирушити далі.

## Оцінки й відгуки
Версія Monument Valley для iOS зібрала на агрегаторі Metacritic 89 балів зі 100. Численні видання назвали винятковими візуальний та звуковий дизайн гри. В той же час зауважувалася мала тривалість проходження та невисока складність.
Monument Valley здобула нагороду «Apple Design Awards 2014» за досягнення в поєднанні цифрових технологій та дизайну, ввійшовши у п'ятірку переможців. Також вона ввійшла до переліку переможців «Game Developers Choice Awards 2015» у номінаціях «Нагорода за інновацію», «Найкраща портативна/мобільна гра» і «Найкраще візуальне виконання».
За перші три місяці гра продалася накладом 1 млн копій, а до травня 2016 продажі сягнули 26 млн, принісши розробникам $14,3 млн.